# Фурна
Фурна (нем. Furna, горноалеманнский. Furnä, романш. Fuorn) — швейцарская деревня и коммуна в регионе Преттигау-Давос, расположенная в кантоне Граубюнден. 

## География
Фурна расположена в долине Преттигау, на высоте 1351 метра над уровнем моря.Самой высокой точкой муниципалитета является гора Хохванг (2532 м).
По состоянию на 2016 год, общая площадь Фурны составляла 33,3 км². Согласно данным на сентябрь 2004 года, из этой общей площади деревни 50,4% использовались в сельском хозяйстве, 39,2% занимали леса и древесные растения, а ещё 9,3% приходились на так называемые "непродуктивные территории".

## История

### Средние века
Первое поселение на территории современной Фурны датируется 1394 годом. В то время на её месте находилось вальзерское поселение Дануса.
В 1479 году Фурна упоминается под названием Фурнен или Фюрнен (нем. Furnen)

### Новое время
12 сентября 1848 года Фурна была включена в состав округа Оберландкварт.
В 1931 году в Фурне возникла острая нехватка священников, что привело к тому, что в поселении была избрана первая женщина-пастор. Она стала первой представительницей этой профессии в Европе. Однако данное решение вызвало недопонимание и беспокойство в Швейцарии. Власти кантональной церкви немедленно отреагировали, конфисковав все имущество церкви и лишив Грету Капрез-Роффлер должности пастора.
Фурна была электрифицирована лишь в 1968 году

### Новейшее время
1 января 2001 года Фурна была включена в состав округа Преттигау-Давос. Затем, с 1 января 2017 года, в связи с реорганизацией административного деления Граубюндена, а именно заменой округов на регионы, она вошла в состав региона Преттигау-Давос.

## Демография
Население Фурны, за данные 2022 года составляет 205 человек, по сравнению с 2000 годом, популяция выросла на 0,49%
| 1900     | 1950      | 2000      | 2020      | 2022      |
| -------- | --------- | --------- | --------- | --------- |
| 209 чел. | ▲222 чел. | ▼204 чел. | ▲207 чел. | ▼205 чел. |

## Политика
На парламентских выборах в Швейцарии 2019 года, в Фурне наибольшую поддержку получила Швейцарская народная партия, собравшая 70,7% голосов избирателей. На втором месте оказалась Консервативно-демократическая партия Швейцарии, с результатом в 15,5%, в то время как третье место заняла Социал-Демократическая Партия Швейцарии с поддержкой населения в 7,7%